# Antichloris melanochloros
Antichloris melanochloros är en fjärilsart som beskrevs av Jan Sepp 1848. Antichloris melanochloros ingår i släktet Antichloris och familjen björnspinnare. Inga underarter finns listade i Catalogue of Life.